# Bernau bei Berlin
Bernau bei Berlin er en tysk by i Landkreis Barnim i delstaten Brandenburg. Bernau ligger 10 km. nordøst for Berlin.
Arkæologiske udgravninger fra ældre stenalder har bevist, at området har været beboet siden omkring 8800 f. Kr. Byen nævnes første gang i 1232. Årsagen til byens grundlæggelse er ikke kendte, men ifølge et sagn gav markgreve Albert den 1. af Brandenburg tilladelse til at grundlægge byen i 1140 på grund af det gode øl, han blev tilbudt. Der er blevet brygget øl i byen af vand fra floden Panke, hvorfor det var forbudt at forurene floden med spildevand forud for brygningen. Bernau havde sin storhedstid før Trediveårskrigen. Store dele af byens fæstningsmur er efterladt fra den tid. I 1842 fik byen jernbane, og i 1924 åbnede en af de første elektriske nærbanelinjer i verden i byen, da Berlins S-Bahn forbandt Bernau med Stettiner Bahnhof (i dag Berlin Nordbahnhof).
I årene frem mod år 2000 har byen oplevet en massiv befolkningsvækst.